# Jungermannia ericetorum
Jungermannia ericetorum là một loài rêu tản trong họ Jungermanniaceae. Loài này được (Raddi) Bertol. miêu tả khoa học lần đầu tiên năm 1862.